# Takuya Nagata
Takuya Nagata (永田 拓也 Nagata Takuya?), född 8 september 1990 i Saitama prefektur, är en japansk fotbollsspelare.
Nagata började sin karriär 2009 i Urawa Reds. 2011 blev han utlånad till Thespa Kusatsu. Han spelade 64 ligamatcher för klubben. Han gick tillbaka till Urawa Reds 2013. 2014 flyttade han till Yokohama FC. Han spelade 100 ligamatcher för klubben. 2019 flyttade han till Tokyo Verdy.